# Alghazanth
Alghazanth byla finská black metalová kapela založená v roce 1995 ve městě Jyväskylä. Hrála symfonický black metal.
V roce 1996 vyšlo první demo Behind the Frozen Forest a v roce 1999 debutové studiové album s názvem Thy Aeons Envenomed Sanity. V roce 2018 se kapela rozpadla, celkem má na svém kontě osm studiových desek.

## Diskografie

### Demo nahrávky
- Behind the Frozen Forest (1996)
- Dim Is the Moon's Light (1997)
- Promo '97 (1997)

### Studiová alba
- Thy Aeons Envenomed Sanity (1999)
- Subliminal Antenora (2000)
- Osiris – Typhon Unmasked (2001)
- The Polarity Axiom (2004)
- Wreath of Thevetat (2008)
- Vinum Intus (2011)
- The Three-Faced Pilgrim (2013)
- Eight Coffin Nails (2018)

### EP
- AdraMelekTaus (2013)

### Singly
- The Phosphorescent (2008)

### Split nahrávky
- The Blackened Rainbow (1998) – split s finskými kapelami Throes of Dawn, Enochian Crescent a Ravendusk